# バディヌリー
バディヌリー（badinerie）は、バロック音楽の器楽曲の一ジャンルであり、舞曲調の小品のことに漠然と使う。日本では、英語読みした「バディネリー」が広く通用している。フランス語の動詞「バディネ badiner」（冗談を言う、ふざける）から作られた女性名詞であり、男性名詞の「バディナージュ badinage」が使われることもある。
バディヌリーないしはバディナージュは、18世紀になってフランスやドイツの作曲家によって、組曲の楽章に採用された。それ以前の用例は稀である。とりわけバッハの《管弦楽組曲第2番 ロ短調》BWV1067の終曲が有名。バッハはこの作品を、文字通りの「おふざけ」として作曲しているわけではなく、締めの余興（座興としてのアンコール）として作曲している。ちなみにバッハは、同じ調性の鍵盤楽曲《フランス風序曲》の終曲を「エコー（余響・余韻）」と名づけているが、この場合も意味するところはバディヌリーの場合と同じく、「余興」であろう。